# Jaime Quintanilla Ulla
Jaime Quintanilla Ulla (Ferrol, 9 de maig de 1919 - Ferrol, 28 d'octubre de 2002) fou un metge i polític gallec, militant del Partit dels Socialistes de Galícia (PSdeG-PSOE) i alcalde de Ferrol entre 1979 i 1987.

## Trajectòria
Fill de Jaime Quintanilla Martínez, últim alcalde de Ferrol durant la Segona República Espanyola, es llicencià en Medicina per la Universitat de Santiago de Compostel·la i titulà en Graduat Social. Fou alcalde de Ferrol pel Partit dels Socialistes de Galícia (PSdeG-PSOE) a les eleccions municipals espanyoles de 1979 i continuà en el càrrec fins a l'any 1987. Escrigué El complejo mundo del suicidio (1994) i col·laborà al diari La Voz de Galicia. Acadèmic numerari de la Reial Acadèmia de Medicina i Cirurgia de Galícia, rebé la Medalla de l'Orde de Sant Ramon de Penyafort, la Creu de l'Orde del Mèrit Naval i la Creu de l'Orde Civil de Sanitat.
Durant l'intent de cop d'estat del 23 de febrer de 1981, s'atrinxerà de manera propagandística a l'ajuntament de Ferrol, juntament amb diversos ciutadans i representants socials. No obstant això, el capità general Miguel Romero Moreno controlà la plaça i, finalment, no es produïren incidents destacables.